# يمام أحمر العين
اليمام الأحمر العين او شبه المطوق (الاسم العلمي: Streptopelia semitorquata)، أحد أنواع اليمام البلدي الأفريقي، وهي من أوسع الطُيور انتشارًا في القارَّة السوداء جنوب الصحراء الكُبرى. تُعتبرُ إحدى الأنواع شديدة الشيوع والألفة في أغلب المناطق والموائل الطبيعيَّة الأفريقيَّة، عدا الصحاري، ويُمكنُ القول بأنَّها من أوفر وأغزر الطيور عددًا عبر موطنها.
تبني هذه الطيور أعشاشها باستخدام العيدان الخشبيَّة في إحدى الأشجار، وتضع الأُنثى حضنةً من البيض تتألَّف عادةً من بيضتان فقط. طيرانُها خاطف، يتميَّز بالرفرفة النمطيَّة وطيَّة الجناحين الحادَّة النمطيَّة عند فصيلة الحماميَّات، في أحيانٍ قليلة.
اليمامات حمراء العينين طيورٌ كبيرة مُكتنزة، يصلُ طول الفرد منها إلى 34 سنتيمترًا في العادة. يكتسي ظهرها وجناحيها وذيلها بريشٍ بُني باهت، وعندما تُحلِّق تظهرُ ريشات طيرانها ضاربة للسواد. الرأس والجزء السُفلي من الجسم ورديَّة اللون ضاربة إلى العنَّابي، ويتدرَّج هذا اللون حتَّى يُصبحُ رماديًّا باهتًا على الوجه. تظهرُ لطخةٌ سوداء مُحددة بالأبيض على قفا العنق، أمَّا الساقان فحمراء، وكذلك قسمٌ من الجلد العاري حول العينان، وهو ما أكسب هذه الطيور اسمها. هديلُها مُرتفع وصاخب.
الجنسان مُتشابهان من حيثُ الحجم والكِسوة، ويُمكنُ تمييز الفراخ اليافعة عن الطيور البالغة من ناحية أنَّها لا تتمتع بالحلقة الحمراء حول عيناها، وعبر لونها الكامد.
تقتاتُ اليمامات حمراء العين على بذور الأعشاب والحُبوب وغيرها من المواد الخُضريَّة. وغالبًا ما تبحث عن طعامها على الأرض. وكما هو حال مُعظم أفراد هذا الجنس، فإنَّ هذه الطيور غير مُحبَّة للاجتماع، وعادةً ما تقتات وحدها أو في أزواج.

## وصلات خارجيَّة
- اليمامة حمراء العين - معلوماتٌ عن النوع في أطلس الطيور الأفريقيَّة.